# أولد ريبلاي (إلينوي)
أولد ريبلاي (بالإنجليزية: Old Ripley)‏ هي منطقة سكنية تقع في الولايات المتحدة في إلينوي. يقدر عدد سكانها بـ 108 نسمة .

## الموقع الجغرافي
الموقع الجغرافي للمناطق المحيطة بهذه النقطة هو كالتالي: